# Dendronotus diversicolor
Dendronotus diversicolor är en snäckart som beskrevs av Gordon A. Robilliard 1970. Dendronotus diversicolor ingår i släktet Dendronotus och familjen trädryggsniglar. Inga underarter finns listade i Catalogue of Life.